# ヴィクター・ジョンソン
ヴィクター・ルイス・ジョンソン（Victor Louis Johnson、1883年5月10日 - 1951年6月23日）は、イングランド、ウォリックシャーのアストン・マナー出身の自転車競技（トラックレース）選手。

## 経歴
1908年ロンドンオリンピックにおいて、660ヤードレースで優勝。
引退後は大工及び建具職人となった。